# 姜氏兽属
姜氏獸（屬名：Jonkeria）是已滅絕合弓綱的一屬，屬於獸孔目的恐頭獸亞目。化石發現於南非卡魯盆地的波弗特群（Beaufort Group）地層，來自於其中的貘頭獸組合帶（Tapinocephalus Assemblage Zone）。姜氏獸的頭顱骨約55公分長，身長約3.5公尺，可達4或5公尺，是種大型草食性動物，但有時被認為是肉食性動物。

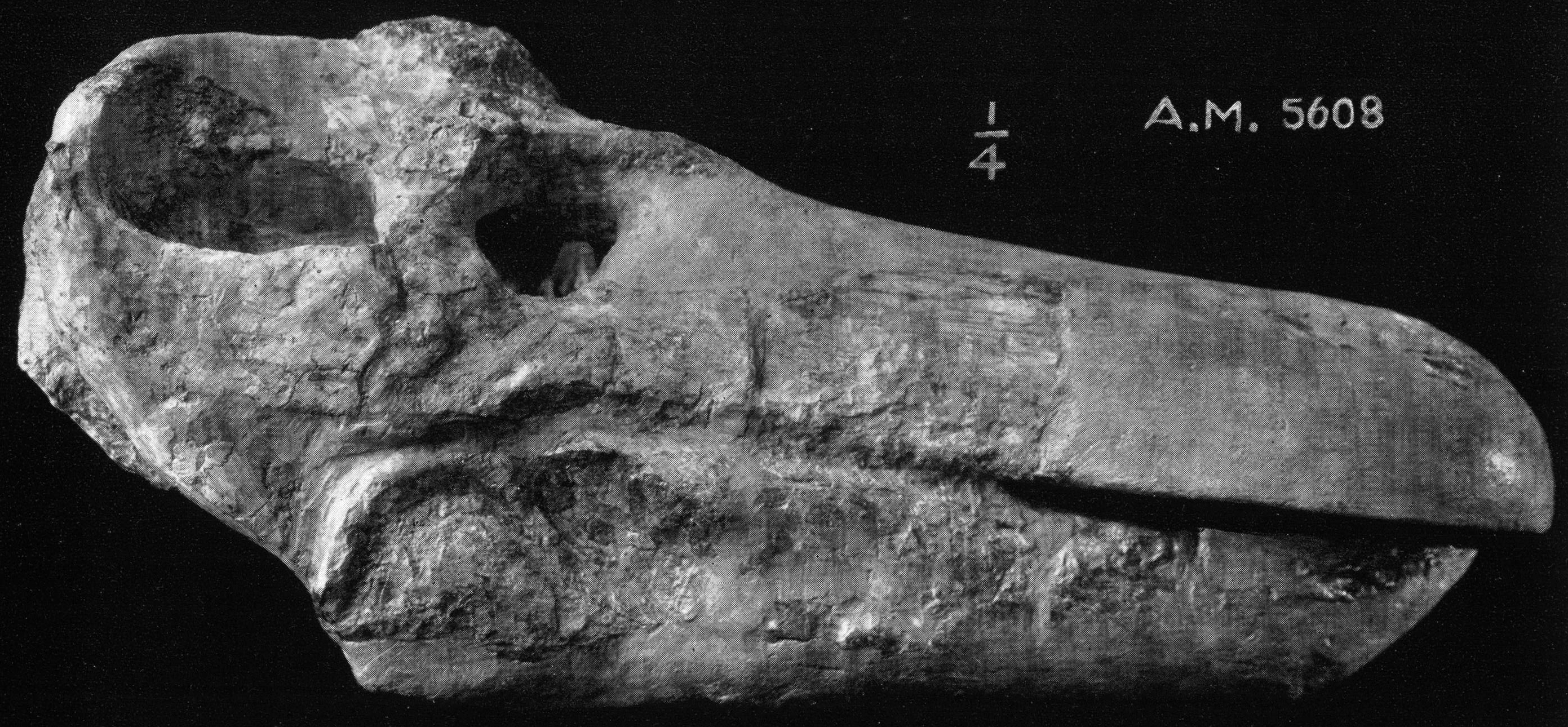
Jonkeria ingens的顱骨

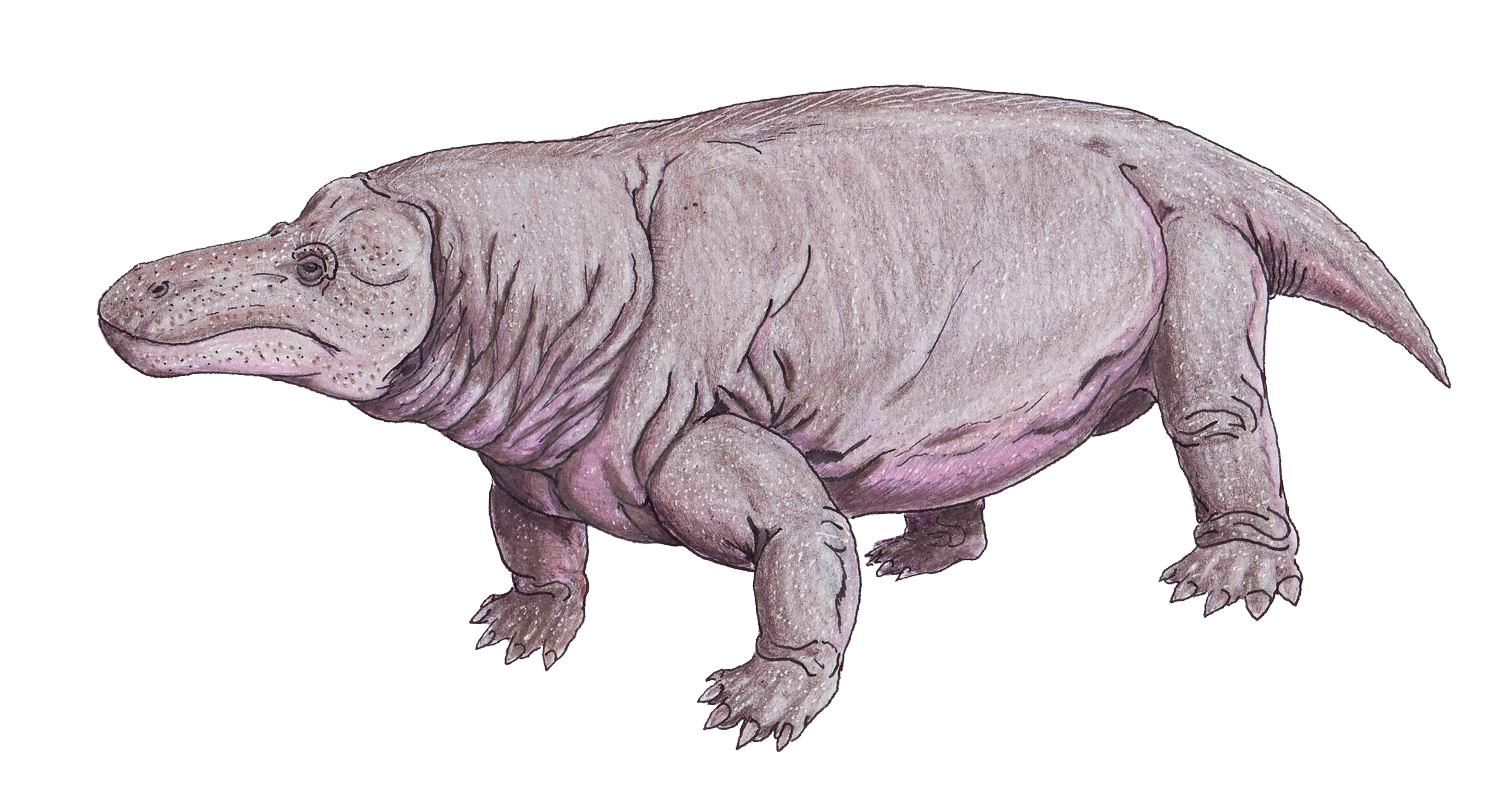
姜氏獸的想像圖

頭顱骨的長度是寬度的兩倍，口鼻部修長，並擁有銳利的門齒與大型犬齒。頰齒相當小。
姜氏獸體型結實，四肢粗短。根據1969年的研究，姜氏獸很難以頭顱骨與偉鱷獸辨別，辨別兩者的方法在四肢長度；姜氏獸有短而側蹲式四肢，偉鱷獸則是長四肢。
姜氏獸曾經有接近12個已命名種，包括模式種J. truculenta。根據Lieuwe Dirk Boonstra在1969年的研究，有些種被歸類成相同物種。但近年沒有相關研究。

## 外部連結
- 姜氏獸 - Palaeos
- 姜氏獸[永久] - 重建圖